# ОФК Костинброд
ОФК „Костинброд 2012“ е футболен клуб от град Костинброд, София област, България. През сезон 2024/25 участва в ОФГ София. След мача срещу ФК "Места 2005" (Хаджидимово), където печелят 5:1, Костинброд се връщат в Трета аматьорска футболна лига.
Създаден през 2012 г., клубът е приемник на създадения през 1977 г. „Химик“. Играе домакинските си срещи на стадион „Бенковски“ в кв. Маслово. Като клубен цвят се прима синьото, цвета на първия футболен клуб в града от 1924 г.

## Ранни години
Първото футболно дружество в пределите на днешния град е учредено през 1924 г. в село Шияковци под името „Левски“. След него основаните и просъществуващи във времето футболни дружества са „Удар“ с. Маслово, „Ботев“ с. Костинброд, „Бенковски“ с. Обединение, „Торпедо“ ДХЗ гара Костинброд, „Динамо“ ДХЗ гара Костинброд, „Тодор Спасов“ с. Костинброд, „Асен Итов“ с. Костинброд, „Химик“ гр. Костинброд, „Асен Итов“ гр. Костинброд и „Бенковски“ гр. Костинброд. През 1977 г. се решава да се създаде обединен футболен отбор под името „Химик“, като в него влизат „Бенковски“, „Динамо“, „Тодор Спасов“ и „ДХЗ Георги Димитров“.
В годините преди обединението различните съществуващи отбори са се подвизавали предимно в Окръжните групи и тогавашните „Зони“ (б.а. сегашната „Трета Лига“). Най-значимо е класирането в Б РФГ на „Торпедо“ през 1953 и 5-о място, както и участието през 1954 г. под името „Динамо“, преди да изпадне.

### „Химик“
През 1977 г., няколко години след като Костинброд е обявен за град, се взима решение за обединение и на всички футболни отбори от бившите села, влизащи в границите на новия град. Обединеният клуб приема името ФК „Химик“ (Костинброд).
Още през първия си сезон 1977 – 78 отбора заема 1-во място А окръжна група и се класира в зона „Витоша“. Отбора заема призови места до 1981 г., когато отново са премахнати зоновите групи и се създава елитна окръжна група, в която е включен и „Химик“.
През 1984 г. участва като финалист републиканското работническо първенство и печели златните медали. По време на подготовката си за следващия сезон играе престижна конторла с руския гранд „ЦСКА“ (Москва), която губи с 5:2.
През периода 1984 – 94 г. юношеският отбор е в подем и играе в Софийската елитна група, взимайки и скалпа на някой от водещите софийски школи. След 1990 г. отбора е във В РФГ, заемайки призови места до 1994 г., след което изпада в А ОФГ. През следващата година се връща във В РФГ, където играе до 1997 г. преди да бъде разформирован отбора. Следва пауза от две години без съществуване на отбор.

### „Бенковски“ и ерата Гачев
През 1999 г. инициативен комитет, ангажира футболната общественост и на общо събрание се възстановява ФК „Бенковски“. За председател е избран Красимир Гачев. Отбора заема 2-ро място, което го праща на баражи за влизане във В РФГ и след победи над „Беласица“-Петрич с 4:2 и над Големо Бучино с 5:1 отново се връща във В РФГ.
През сезон 2005/06 г. достига до финала за Аматьорската купа на Националния стадион „Васил Левски“, но губи от „Черноморец“ (Бургас) с 4 – 1. На следващата година в 1/8 финал за купата на България губи от „Черно море“ (Варна) (като гост с 3:1, а като домакин – с 2:4). В този период в отбора играят известните Росен Крумов и Калоян Караджинов. Паралелно с мъжкия отбор юношеският състав също има успехи, като играе финал за републиканско първенство със „Славия“. Срещата завършва при резултат 3:1 в полза на „Славия“.
През сезон 2008/09 „Велбъжд Кюстендил“ (Кюстендил) се обединява с „Бенковски“ (Костинброд) от ОФГ София преди началото на сезона. Отборът остава с името „Велбъжд Кюстендил“ (Кюстендил), а играе домакинските си мачове в Костинброд.
През 2009/10 „Велбъжд Кюстендил“ (Кюстендил) се преименува на „Бенковски“ и премества седалището си в Костинброд.
През следващите години отбора заема челни позиции в класирането на В РФГ, преди през 2011 г. да бъде разформирован.

### ОФК „Костинброд“ 2012
Година след разформироването е възстановен клуба, този път под ново име и само с детско-юношеска школа.
Седмица преди подновяването на пролетния полусезон 2011/12, „ОФК Костинброд“
(Костинброд) се обединява с „Ботев“ (Ихтиман) от ОФГ София. Тъй като пререгистрация и смяна на името на клуба не се позволява по време на сезона, името му не се променя, а през пролетта отборът играе домакинските си мачове в Ихтиман. От следващия сезон отборът носи името Ботев 1921 (Ихтиман).
През 2015 г. е възстановен и мъжкия отбор, който още през първата година печели безапелационно първото място в А ОФГ, достига до бараж за влизане в „Трета лига“ (бившата В група), като на стадион „Славия“ в кв. Овча купел, губи с 2:1 от „Локомотив“ (София).

### Завръщане в Трета лига
През 2021 година отборът се завръща в Югозападната Трета Лига, след близо десет години отсъствие. В отбора пристига нов треньор – Любомир Божанков, който дълго време бе в школата на ПФК Славия (София). В отбора играят бившите футболисти от професионалния футбол и национали на България Цветан Генков, Петър Димитров, Богомил Дяков и Дарко Савич.
Отбора домакинства на стадион „Бенковски“ в квартал Маслово. Съоръжението е построено през 60-те години. Днес то разполага с дренажна система, административна сграда, включваща съблекални, съдийски стай, бани, складове и треньорски кабинет, както и осветление за провеждане на вечерни тренировки.

## Привърженици
Интереса към футбола в града винаги е бил много голям, като през 60-те години на домакинските срещи се събират между 1000 – 1500 души. Предвид факта, че през годините отбора се е състезавал предимно в по-ниските нива на футбола в България, се е зародило по-голяма „футболна вражда“ с отбора на град Сливница и по-големите отбори от околностите на София.

## Академия
Валентин Ванов-2009-2011
Костадин Кръстанов- 2012-2013
- 5-о място в Югозападна Б РФГ (1953 г.) – (като Торпедо)
- 12-о място в Югозападна Б РФГ (1954) – (като Динамо)
- Вицешампион за купата на Аматьорската лига през 2005/06 г.
- 1/8 финалист за Купа на България през сезон 2006/07 г.
- Няколко кратен шампион на А ОФГ и Б ОФГ
- Първенец на София (2020/21)

## Известни футболисти играли и родени в Костинброд
- Кирил Костов (Жабето) – „Червено знаме“-София
- Малин Иванов – „Левски“-София, „Миньор“-Перник
- Рангел Рангелов – „Славия“ (София)
- Росен Крумов – „Левски“ (София)
- Петър Ицков – „Етър“ (В. Търново)
- Йоан Томов (Крачуна) – „Етър“ (В. Търново)
- Валери Пейчев – ЦСКА и „Черно море“ (Варна)
- Георги Димитров – „Чардафон“ (Габрово) и Берое (Ст. Загора)
- Димитър Цветанов – „Славия“, „Лъсков“ (Ямбол) и „Академик“ (София)
- Бойко Момчилов – „Сливен“
- Валентин Модев – „Славия“ (София)
- Иван Гълъбов – „Левски“ (София)
- Стоян Стоянов (Пано) – „Левски“ (София)
- Костадин Кръстанов (Коце) – „Славия“ (София), Балкан, Ботевград

## Външни прератки
- Официална Facebook страница
- Български клубове – Костинброд (Костинброд)
- Официален сайт на Община Костинброд

- https://ofckostinbrod.com/istoria/